# A Terra (revista)
A Terra : revista de sismologia e geofísica publicou-se em Coimbra,  entre 1934 e 1938, sob a direção de Raúl de Miranda. Pertence à rede de Bibliotecas municipais de Lisboa.  .